# Vincent Lindon
Vincent Lindon, född 15 juli 1959 i Boulogne-Billancourt i Hauts-de-Seine, är en fransk skådespelare.
Lindon debuterade 1983 och har sedan dess bland annat nominerats fyra gånger till Césarpriset i kategorin Bästa manliga skådespelare; 1993 för Krisen, år 2000 för En strålande affär..., 2008 för Ceux qui restent och 2010 för Welcome.
1998 gifte sig Lindon med skådespelaren Sandrine Kiberlain och har med henne bland annat dottern Suzanne Lindon. Innan dess hade han ett långvarigt förhållande med prinsessan Caroline av Monaco.

## Filmografi i urval
- 1985 – En snuts heder
- 1986 – Half Moon Street
- 1986 – Betty Blue - 37°2 på morgonen
- 1987 – Passion
- 1988 – Det kallas kärlek
- 1990 – C'est la vie
- 1992 – Krisen
- 1995 – Medan vi faller
- 1999 – En strålande affär...
- 2001 – Kaos
- 2002 – Friday Night
- 2005 – Mustaschen
- 2006 – Tre Dagar Med Charlie
- 2007 – Ceux qui restent
- 2008 – Allt för henne
- 2009 – Welcome
- 2009 – Mademoiselle Chambon
- 2012 – A Few Hours of Spring
- 2012 – Augustine
- 2013 – Svinen
- 2015 – Marknadens lag
- 2017 – Rodin
- 2021 – Titane